# 엘리사 바르톨리
엘리사 바르톨리(이탈리아어: Elisa Bartoli, 1991년 5월 7일 ~ )는 이탈리아의 여자 축구 선수이다. 포지션은 수비수이며, 현재 이탈리아 세리에 A 펨미닐레의 AS 로마 위민 소속이다.

## 클럽 경력
2006년에 GS 로마 CF에 입단하면서 선수 생활을 시작했다. 2007-08 세리에 A2 펨미닐레 B조 시즌에서 GS 로마 CF의 우승과 세리에 A 펨미닐레 승격에 기여했다. 2012년에 ASD 토레스 칼초로 이적했고 2012-13 시즌에서 ASD 토레스 칼초의 세리에 A 펨미닐레 우승, 여자 수페르코파 이탈리아나 우승에 기여했다.
2015년에는 ASD 모차니카로 이적했으나 2016년에 구단이 해체되면서 피오렌티나 위민스 FC로 이적했다. 2016-17 시즌에서는 피오렌티나의 세리에 A 펨미닐레 우승, 여자 코파 이탈리아 우승에 기여했고 2017-18 시즌에서는 피오렌티나의 여자 코파 이탈리아 우승에 기여했다. 2018년에 AS 로마 위민으로 이적하면서 팀의 주장으로 임명되었다.

## 국가대표 경력
2007년부터 2008년까지 이탈리아 여자 U-17 국가대표팀 선수로 활약하면서 3경기에 출전했다. 2008년부터 2010년까지 이탈리아 여자 U-19 국가대표팀 선수로 활약하면서 17경기에 출전하여 2골을 기록했고 프랑스에서 개최된 2008년 UEFA U-19 여자 축구 선수권 대회에서 이탈리아의 우승에 기여했다.
2013년 7월 10일에 열린 핀란드와의 UEFA 여자 유로 2013 조별 예선 경기에 처음 출전하면서 이탈리아 여자 축구 국가대표팀 선수로 데뷔했으며 2015년 10월 27일에 열린 체코와의 UEFA 여자 유로 2017 예선 원정 경기에서 자신의 국가대표팀 첫 골을 기록했다. 네덜란드에서 개최된 UEFA 여자 유로 2017, 프랑스에서 개최된 2019년 FIFA 여자 월드컵에 참가했다.

## 수상

### 클럽
GS 로마 CF
- 세리에 A2 펨미닐레 B조 1회 우승 (2007-08)

ASD 토레스 칼초
- 세리에 A 펨미닐레 1회 우승 (2012-13)
- 여자 수페르코파 이탈리아나 2회 우승 (2012, 2013)

피오렌티나
- 세리에 A 펨미닐레 1회 우승 (2016-17)
- 여자 코파 이탈리아 2회 우승 (2016-17, 2017-18)

### 개인
- 2019년 이탈리아 축구 선수 협회(AIC) 세리에 A 펨미닐레 베스트 일레븐 선정